# Victor von Carben
Victor von Carben, nemški rabi in rimskokatoliški rimskokatoliški duhovnik, * 1422, † 1515.
Iz judovstva je prestopil v katolištvo.
1. 1 2  Record #119858703 // Gemeinsame Normdatei — 2012—2016.
2. 1 2  Union List of Artist Names